# Unteramt Aach
Das Unteramt Aach war in napoleonischer Zeit eine Verwaltungseinheit im Süden des Königreiches Württemberg.

## Geschichte

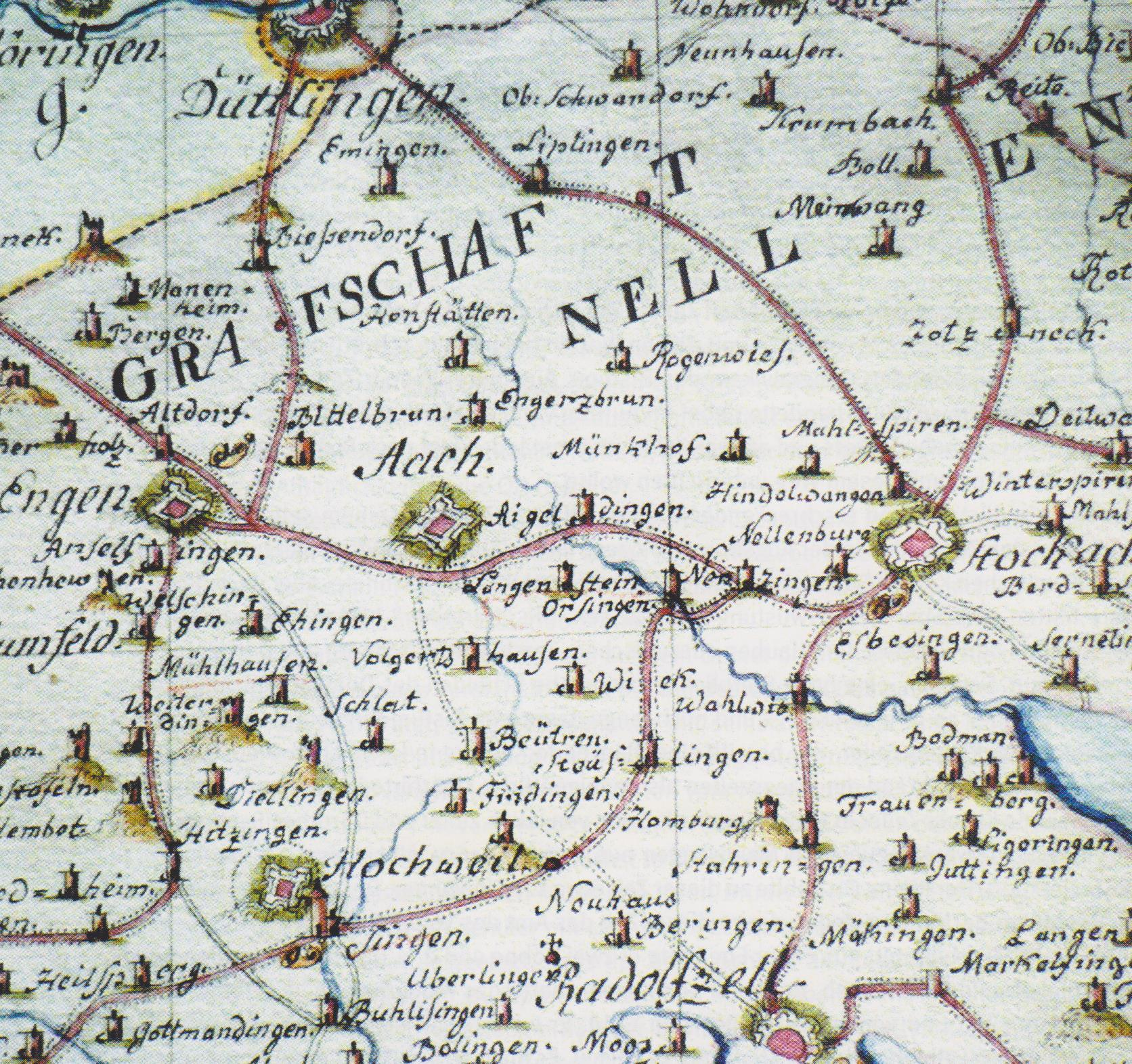
Aach auf einer Karte der Grafschaft Nellenburg (18. Jh.)

Die im Hegau im Süden des heutigen Bundeslandes Baden-Württemberg gelegene Kleinstadt Aach hatte seit dem Hochmittelalter unter der Herrschaft der Habsburger gestanden. Dort war sie der Landgrafschaft Nellenburg, als Teil Vorderösterreichs, unterstellt und kam mit dieser aufgrund des Friedens von Pressburg von 1805 an Württemberg. Nachdem mit der Verabschiedung der Rheinbundakte 1806 eine Reihe benachbarter Ortschaften der Hegauischen Ritterschaft mediatisiert worden und ebenfalls unter die württembergische Landeshoheit gefallen waren, wurden sie, im Rahmen der Verwaltungsgliederung des Landes, dem Siebten Kreis Rottweil zugeordneten Oberamt Stockach zunächst einzeln zugewiesen. Später errichtete die württembergische Regierung dann das Unteramt Aach, in dem sie diese zusammenfasste.
Mit dem 1810 geschlossenen Grenzvertrag zwischen Württemberg und Baden wurde es an das Großherzogtum Baden abgetreten. Dort wurden zunächst die ritterschaftlichen Orte auf die Ämter Blumenfeld und Stockach verteilt. Letzterem wurde im September 1811 noch Aach selbst zugewiesen. Auch später waren die Orte des Unteramtes lange Zeit unterschiedlichen Verwaltungseinheiten zugeteilt, seit Anfang 1973 sind sie unter dem Dach des Landkreises Konstanz wieder vereinigt.

## Orte und Einwohnerzahlen
1810 wurde von diesen Orten und Einwohnerzahlen berichtet:
- Aach: 573
- Beuren an der Aach: 234
- Binningen: 346, davon in
  - Hofwiesen: 47
  - Schloß und Hof Hohenstoffeln (nur Dienstboten)
  - Storzeln (unbewohnt)
- Duchtlingen: 342, davon in
  - Schloß Hohenkrähen: 14
- Eigeltingen, mit Lochmühle und Probsthof: 626
- Mühlhausen bei Singen: 539, davon in
  - Mägdeberg: 8
  - Maierhöfle: 11
  - Ziegelhütte: 5
- Reute bei Morgenwies: 195
- Schlatt unter Krähen: 175
- Steißlingen: 943, davon in
  - Wiechs: 91
- Volkertshausen: 270, davon in
  - der Hammerschmitte: 30
  - der Papiermühle: 6
- Wasserburger Hof (ohne Angabe)
- Weiterdingen: 635, davon in
  - Homboll und Sennhof: 9
  - Lochmühle: 4
  - Pfaffwiesen: 10
  - Weiler am See: 40